# Gulden
Gulden var i Tyskland ursprungligen namnet på de äldsta guldmynten Floriner eller Goldgulden men från 1400-talet jämte Guldengroschen, Guldiner och Taler använt som benämning på motsvarigheten i silver - så kallade silver-gulden.
Efter mitten av 1500-talet brukades gulden som namn på ett genom riksmyntordningen i Tysk-Romerska riket av 1559 infört mynt med en finvikt av 22,91 gram, av något lägre värde än Talern. Denna gulden, även kallad riksguldiner, vann utbredning huvudsakligen i sydvästra Tyskland och gällde för 60 kreuzer. Den genom fördragen i Zinna 1667 och Leipzig 1690 skapade 2/3 talern erhöll även namnet gulden och präglades i Norra Tyskland, Enligt ett fördrag av 1753, tillämpat i Österrike och stora delar av Tyskland, räknades gulden som 2/3 av kuranttalern och hade en finvikt av 11,69 gram. Efter fördraget i Wien 1857 präglades gulden med en finvikt 11,1 gram. Myntningen upphörde i Tyskland 1871 och i Österrike 1892
I Fria staden Danzig användes 1923-39 valutan 1 gulden= 100 pfennig.
I Nederländerna präglades mynt med beteckningen gulden - se Nederländska Gulden.